# Windmotor Kolham
De Windmotor Kolham is een poldermolen nabij het Groninger dorp Kolham, dat in de Nederlandse gemeente Midden-Groningen ligt.
De molen is een Amerikaanse windmotor met een windrad met een doorsnede van 3,50 m. Hij staat ten noorden van de plaats Kolham, in de Westerpolder.
Als gevolg van de ontwikkeling van het natuurgebied ‘Midden-Groningen’ (Westerpolder) is de Vereniging van Dorpsbelangen Kolham (VDK) eigenaar geworden van een Amerikaanse Windmotor. De staat van onderhoud was zeer slecht en de Windmotor kon bijna als verloren worden beschouwd.
Het is de VDK in 2010 gelukt dit cultuurhistorische en landschap bepalend monument voor het nageslacht te behouden. Hiervoor heeft een projectgroep in eerste instantie de haalbaarheid (techniek & financiering) van de restauratie onderzocht. Omdat de VDK zelf geen financiële middelen heeft waren ze afhankelijk van fondsen en subsidies. De financiering (€ 138.000,-) van de restauratie is uiteindelijk mogelijk gemaakt door het Programma Landelijk Gebied Groningen (25%), Regioteam Vitaal Platteland (50%) en de toenmalige gemeente Slochteren (25%). De projectgroep heeft ca. 1500 vrijwilligersuren in het project gestoken.

## Geschiedenis
De windmotor werd in het begin van de 20e eeuw gebouwd ten behoeve van de onderbemaling van de landbouwpercelen die in de Westerpolder nog steeds bekend zijn als de ‘ainentwintigsten’. De opdracht voor de bouw werd destijds gegeven door de familie Smit. Op historische kaarten is te zien dat in de regio van Kolham tientallen windmotoren (of vergelijkbaar) hebben gestaan. Zonder deze ‘gemalen’ konden de percelen als cultuurland, in die periode, niet gebruikt worden. De windmotor is in de regio als enige overgebleven. Weliswaar de laatste tientallen jaren niet meer als een werkend gemaal. Voor zover wij weten had de windmotor geen naam. Na de herplaatsing in 2010 heeft de windmotor de naam ‘Westerpolder’ gekregen.

## Onderhoud en werking
De projectgroep heeft de restauratie inmiddels volledig afgerond. Met het restauratiebedrijf is een
garantie- en onderhoudsperiode van 5 jaren afgesproken. De werking van de ‘Westerpolder’ valt onder de verantwoordelijkheid van de VDK.